# Hans Vaihinger
Hans Vaihinger (Nehren, 25 settembre 1852 – Halle, 18 dicembre 1933) è stato un filosofo e insegnante tedesco.
Vaihinger è noto soprattutto per i suoi studi riguardanti Kant, per la sua opera "Philosophie des Als Ob" (La Filosofia del come-se, pubblicata nel 1911 ma scritta almeno trent'anni prima) e per la sua appartenenza alla corrente del pragmatismo. È considerato l'iniziatore del movimento filosofico del Finzionalismo

## Biografia
Vaihinger nacque in Germania, a Nehren, vicino a Tubinga. Crebbe in un ambiente familiare improntato alla religiosità, studiò a Tubinga, a Lipsia e a Berlino; iniziò la carriera di docente a Strasburgo prima di trasferirsi all'Università di Halle.

## Il pensiero e le opere
La sua prima opera "Commentario alla Critica della ragion pura" fu interamente dedicata a Kant. Proprio da questi studi estrapolò uno dei concetti fondamentali della sua filosofia:
la ricerca scientifica deve procedere "come se" fosse possibile una unità fra i modelli della natura, quelli religiosi e quelli esperienziali.
Nello scritto successivo, "Hartmann, Dühring und Lange", evidenziò il tributo al suo maestro Lange per aver considerato la filosofia e la metafisica discipline svincolate dalla scienza.
Il pensiero di Vaihinger emerso nell'opera "La Filosofia del come-se" ruotò sulla costruzione che tutta la conoscenza, costituita dalle categorie e dai giudizi percettivi, è finzione, accolta e conservata solo perché utile.
Tutte le discipline scientifiche, a partire dalla matematica, utilizzano idee e concetti pragmatici, basti pensare all'economia politica riassunta nell'homo oeconomicus.
Quando la finzione non viene riconosciuta, allora viene convertita dapprima in ipotesi e talvolta innalzata a verità.
L'utilità, per Vaihinger, consiste in una filosofia al servizio della vita, tramite l'elaborazione di una visione del mondo che renda degna l'esistenza. Essendo finzione, non necessita di verifica.

## Opere principali
- 1876 Hartmann, Dühring und Lange
- 1897-1922 Kant-Studien
- 1899 Kant — ein Metaphysiker?
- 1902 Nietzsche Als Philosoph
- 1906 Philosophie in der Staatsprüfung. Winke für Examinatoren und Examinanden.
- 1911 Philosophie des Als Ob
- 1922 Commentar zu Kants Kritik der reinen Vernunft